# Jorge Alberto Mendonça
Jorge Alberto Mendonça Paulino (Luanda, 19 de setembre de 1938 - ?) és un antic futbolista angolès-portuguès de la dècada de 1960.
Nascut a Luanda, a l'Angola portuguesa, començà a destacar al club portuguès SC Braga. Passà la part més gran de la seva carrera a la lliga espanyola, en la qual jugà 205 partits i marcà 70 gols durant 12 temporades. El 1958 fitxà pel Deportivo de La Coruña i un parell de mesos després per l'Atlètic de Madrid. Al conjunt madrileny guanyà tres copes, una lliga i una recopa europea. Entre 1967 i 1969 jugà al FC Barcelona, on guanya una nova copa. Acabà la seva carrera al RCD Mallorca.

## Palmarès
Atlètic de Madrid
- Recopa d'Europa de futbol:
  - 1961-62
- Lliga espanyola:
  - 1965-66
- Copa espanyola:
  - 1959-60, 1960-61, 1964-65

Barcelona
- Copa espanyola:
  - 1967-68